# Phyllopodopsyllus paramossmani
Phyllopodopsyllus paramossmani is een eenoogkreeftjessoort uit de familie van de Tetragonicipitidae. De wetenschappelijke naam van de soort is voor het eerst geldig gepubliceerd in 1934 door Lang.